# ببی لاپوئنت
بُبی لاپوئَنت (فرانسوی: Boby Lapointe‎؛ ۱۶ آوریل ۱۹۲۲ – ۲۹ ژوئن ۱۹۷۲) یک خواننده و هنرپیشه اهل فرانسه بود.
از فیلم‌ها یا برنامه‌های تلویزیونی که وی در آن نقش داشته است می‌توان به به پیانیست شلیک کن و بیوه کودرک اشاره کرد.